# Red Dog
Ne doit pas être confondu avec Red Dog: True Blue.
Pour plus de détails, voir Fiche technique et Distribution.
Red Dog est un film australien réalisé par Kriv Stenders, sorti en 2011.
Il s'agit de l'adaptation du roman homonyme de Louis de Bernières, lui-même adapté de l'histoire d'un chien (croisé kelpie et bouvier australien) de la région de Pilbara (Australie-Occidentale).

## Synopsis

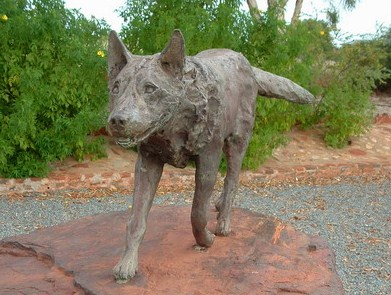
Statue du « vrai » Red Dog à Dampier, W.A.

L'histoire du « Chien rouge » qui a réuni des communautés locales dans l'outback australien alors qu'il était à la recherche de son maître disparu.

## Fiche technique
- Titre original : Red Dog
- Réalisation : Kriv Stenders
- Scénario : Daniel Taplitz
- Production : Nelson Woss et Julie Ryan
- Musique : Cezary Skubiszewski
- Photographie : Geoffrey Hall
- Montage : Jill Bilcock
- Pays d'origine : Australie
- Langues : anglais, italien, russe, serbe, polonais
- Format : Couleurs
- Genre : Comédie familiale
- Durée : 92 minutes
- Dates de sortie :
  -  : février 2011 (Berlinale 2011)
  -  : 4 août 2011

## Distribution
- Koko (en) : Red Dog
- Josh Lucas : John Grant
- Rachael Taylor : Nancy Grey
- John Batchelor : Peeto
- Noah Taylor : Jack Collins
- Keisha Castle-Hughes : Rosa
- Loene Carmen : Maureen Collins
- Luke Ford : Thomas
- Rohan Nichol : Jocko
- Tiffany Lyndall-Knight : Patsy
- Costa Ronin : Dzambaski
- Neil Pigot : Rick
- Eamon Farren : Dave
- Arthur Angel : Vanno
- Bill Hunter : lui-même

## Distinctions
Note : sauf mention contraire, les informations ci-dessous proviennent de la page Awards du film sur l'Internet Movie Database.

### Récompenses
- Australian Academy of Cinema and Television Arts Awards 2012 :
  - Meilleur film
  - AFI Members' Choice Award
- IF Awards 2011 :
  - Meilleur film
  - Meilleur réalisateur pour Kriv Stenders
  - Meilleur acteur pour Josh Lucas
  - Meilleur scénario pour Daniel Taplitz
  - Meilleure photographie pour Geoffrey Hall
  - Meilleure musique de film pour Cezary Skubiszewski
  - Box Office Achievement

### Nominations
- Berlinale 2011 : sélection « Generation[3] »
- Australian Academy of Cinema and Television Arts Awards 2012 :
  - Meilleur réalisateur pour Kriv Stenders
  - Meilleur scénario adapté pour Daniel Taplitz
  - Meilleure photographie pour Geoffrey Hall
  - Meilleur montage pour Jill Bilcock
  - Meilleurs décors pour Ian Gracie
  - Meilleure musique de film pour Cezary Skubiszewski
- Australian Directors Guild Awards 2012 : meilleur réalisateur pour Kriv Stenders
- Film Critics Circle of Australia Awards 2012 :
  - Meilleur film
  - Meilleur réalisateur pour Kriv Stenders
  - Meilleure musique de film pour Cezary Skubiszewski
  - Meilleur montage pour Jill Bilcock
- IF Awards 2011 :
  - Meilleur film
  - Meilleure actrice pour Rachael Taylor
  - Meilleur montage pour Jill Bilcock
  - Meilleurs décors pour Ian Gracie
- Australian Screen Sound Guild Awards 2011 : meilleur mixage de son pour Andy Wright